# Rabeljsko jezero (pravljica)
Rabeljsko jezero je razlagalna ljudska pripovedka, ki govori o vzroku nastanka Rabeljskega jezera.

## Uvod
Ledeniško jezero v bližini Trbiža naj bi po ljudskem izročilu nastalo zaradi neusmiljenosti in trdosrčnosti prebivalcev tamkaj nekdaj obstoječe vasi, katero naj bi Bog za kazen uničil. Otoček sredi jezera pa naj bi bil dokaz božje usmiljenosti do dobrosrčnega starčka in njegove koče. 
Pripovedka Rabeljsko jezero je bila prvič v objavljena v zbirki slovenskih ljudskih pripovedi Babica pripoveduje leta 1980. Zgodbe v tej knjigi pa je zbrala in uredila Kristina Brenkova.

## Analiza besedila

### Književne osebe
- žena z otrokom,
- vaščani,
- starček,
- Bog

### Književni čas
Čas nastanka Rabeljskega jezera

### Književni prostor
Okolica Trbiža

### Književno dogajanje
Kjer je danes Rabeljsko jezero, je bila nekoč gorska kotanja v kateri je stala vas z bogatimi prebivalci. Tem ljudem se je v življenju preveč dobro godilo in zgubili so usmiljenje do svojega bližnjega. Postali so trdi in neusmiljeni. 
Nekega večera pa pride v to vas tuja žena z otrokom. Delala se je noč in žena je po vasi iskala prenočišče. Povsod so pred njo zapirali vrata, preslišati pa je morala tudi trde besede. Obhodila je že vso vas in nazadnje je stala lačna in prezebla na cesti.
Že se je hotela uleči pod milim nebom k pokoju, ko je zagledala na robu vasi kočo, pred katero je stal sivolas starček. Komaj je zagledal popotnico, že ji je ponudil večerjo in prenočišče.
Ponoči pa je nastal silovit vihar, med gromom se je ulila nad dolino divja ploha, ki ni pojenjala vse do večera. Ko se je zjutraj starček prebudil, ni nikjer več videl popotne žene z otrokom, pa tudi vasi ni bilo več videti. Okrog in okrog njegove hiše se je širila vodna gladina.
Še dandanes stoji na majhnem otoku sredi Rabeljskega jezera koča v kateri je prebival usmiljeni starček. Vse ostalo je Bog za kazen pokončal.

### Analiza pripovedi poJacku Zipesu
Po njegovi teoriji je glavna oseba v pripovedi moški, ki reši žensko. Tako bi to v pripovedki o Rabeljskem jezeru bil starček, ki je pred mrazom in lakoto rešil ženo in njenega otroka. Jack Zipes tudi trdi, da je skrit potencial ženske magija in tudi to bi lahko našli v tej zgodbi, saj se žena z otrokom v vasi čudežno pojavi in še bolj čudežno izgine. 

### Analiza pripovedi po feministični teorijiClarisse Pinkole Estes
V pripovedki se pojavljajo besedne zveze kot so: nekoč, nekega večera... Prisotno je mitično bitje iz krščanske religije Bog, poleg njega pa še Marija z Jezusom. Pripovedovalec je tretjeosebni oziroma vsevedni.

## Liki
Žena z otrokom: Če sklepamo po italijanski različici zgodbe gre za Marijo z Jezusom. V zgodbi se pojavi kot tujka, išče prenočišče zase in za otroka. Njena vloga v zgodbi je, da preko nje Bog ugotovi kdo je dober in kdo ne. Je preizkušnja za prebivalce vasi. Izgine na prav tako nenavaden način kot se pojavi.

Prebivalci vasi: Trdosrčni, neusmiljeni, bogati, zmerljivi.

Sivolasi starček: Predstavlja nasprotje ostalim vaščanov. Je star, reven, vendar dobrosrčen, usmiljen, razume človeka v stiski, je gostoljuben, prijazen.

Bog: Vaščane postavlja pred preizkušnjo. Je poosebljen in v vlogi sodnika. Dobremu človeku prizanese, do slabih ljudi pa ne pozna usmiljenja in jih kaznuje s smrtjo. 

## Interpretacija vsebine
Delo je pomembno, ker nam s svojim načinom pripovedovanja ne razkriva le zgodbe same, temveč tudi značaj in vrednote ljudi, ki so v preteklosti živeli na tem področju. Glede na to, da so v pripovedki o Rabeljskem jezeru omenjeni najpomembnejši liki iz krščanske religije Marija, Jezus in Bog, lahko tudi sklepamo na veroizpoved tamkajšnjih  prebivalcev. Iz opisa značajev literarnih oseb lahko sklepamo na vrednote, ki so jih ljudje tedaj cenili. Trdosrčnost in neusmiljenost sta v delu obravnavani kot lastnosti slabih ljudi, medtem ko sta dobrosrčnost in pomoč ljudem v stiski značilnosti ljudi, ki jim bo Bog s svojo usmiljenostjo po ljudskem prepričanju ob času sodbe prizanesel in jih nagradil. Iz načina razmišljanja ljudi nekoč lahko razberemo, da so vzroke za nastanek naravnih pojavov iskali pri Bogu in ne v znanosti.
Motivi ki se v tem delu pojavljajo so v večini povzeti iz Biblije. V vas pride tuja žena z otrokom v naročju in po hišah prosi za prenočišče. Prebivalci vasi je v svoja domovanja ne pustijo. (Motiv iz Svetega pisma: Marija in Jožef iščeta prenočišče v Betlehemu in ga ne najdeta. Betlehemčani se ju ne usmilijo.) Prenočišče ji ponudi le reven starček na koncu vasi. (Motiv bogastva in revščine). Ponoči nastane silovita nevihta, ki poneha šele zjutraj. Vas je poplavljena. Namesto vasi se zdaj razprostira jezero. Bog je prizanesel le usmiljenemu starčku in njegovi koči. (Motiv poplave in uničenja hudobnih ljudi je tudi znan iz Svetega pisma: zgodba o Noetu in vesoljni potopu.)

## Motivno-tematske povezave

### Italijanska različica pripovedke o Rabeljskem jezeru
La leggenda del lago di cave del Predil

Nekoč je bil Raibl velika in lepa vas, ki je stala tam, kjer danes stoji jezero.
V neki nevhtni noči je prišla v vas mlada žena s par meseci starim otrokom v naročju.
Tisto noč je bilo mraz, veter je pihal in dež je neprenehoma padal. 
Žena je po vasi iskala zavetje in prenočišče zase in za svojega otroka. Ampak nihče je ni spustil v hišo, četudi so vsi videli otroka, ki ga je držala v naročju. Bili so skopi in ozkosrčni, bali so se da jih bo oropala ali da bi se okoristila njihovih dobrin brez da bi jim poplačala. Uboga žena je krožila po vasi, vendar zatočišča ni našla.
Končno pa je noč razkrila hišo na griču, kjer sta živela mož in žena, revna starčka. Ko sta zagledala dekle z otrokom sta jo povabila naprej in z njo delila zadnje ostanke kruha. Potem sta ji pripravila ležišče in končno sta se mati in otrok lahko odpočila.
Tisto noč pa dež ni pojenjal in veter je močno pihal. Vas se je napolnila z vodo in postala jezero, vsi prebivalci pa so umrli. Zjutraj mlade žene z otrokom ni bilo več, le  sončna svetloba je razsvetljevala jezero, hišo na gričku in oči dveh ubogih starčkov, ki sta ponudila prenočišče Mariji in njenemu sinu. 
Razlike med italijansko in slovensko različico: 
- V slovenski različici je kraj dogajanja natančneje opisan.
- Tudi podoba vasi in značaj njenih prebivalcev sta v slovenski različici bolje opisana.
- V obeh primerih pride v vas tuja žena z otrokom.
- V italijanski različici dežuje že ob njenem prihodu v vas. V slovenski različici se je le delala noč. Ploha se ulije šele ponoči.
- V obeh različicah pri prebivalcih vasi ne najde prenočišča. V slovenskem primeru je morala slišati še trde besede. V italijanskem primeru pa jo v hišo niso pustili zaradi strahu da bi jih oropala, ali pa se okoristila njihovih dobrin brez da bi jim poplačala.
- V slovenskem primeru je v navednicah napisan ženin samogovor. V italijanskem pa besede s katerimi je prosila za prenočišče.
- Koča, kjer najde prenočišče je v italijanskem primeru na griču, v slovenskem primeru pa na koncu vasi.
- Starček v slovenskem primeru stoji pred kočo. V italijanskem pa gre za par starčkov (moža in ženo), ki sta v koči.
- V obeh primerih najde zavetišče pri revežu/ih dobrega srca.
- V slovenskem primeru je omenjen Bog, ki je vas pokončal. V italijanskem primeru pa je znano dejstvo, da je bila žena z otrokom, Marija z Jezusom.
- V italijanski različici se zgodba zaključi s sončno svetlobo. V slovenski pa s podatkom, da koča na otočku še vedno stoji, vse ostalo pa je Bog za kazen pokončal.

Motiv nastanka jezera srečamo tudi v ljudskih pripovedkah o nastanku Blejskega in Cerkniškega jezera:

### Kako je nastalo Blejsko jezero
Tamkaj, kjer danes leži Blejsko jezero nekoč ni bilo vode, ampak cvetoča, travnata dolina, sredi katere je stal hribček na katerem je bila velikanska skala. V mesečnih nočeh so ob tej skali plesale gorske vile.
V zeleni dolini pa so pastirji pasli svoje ovce. Vile so pastirje prosile, naj ogradijo prostor okoli skale, da njihovo plesišče ne bo brez mehke trave.Pastirji niso upoštevali prošnje gorskih vil in so še naprej dovolili svojim ovcam, da so mulile travo v okolici vilinske skale.Vile so pastirjem zagrozile, da če ne bodo skale ogradili oni jo bodo pa one same.Tudi tem grožnjam so se pastirji smejali, in kmalu tam okrog ni bilo več trave ampak gola trda zemlja.Najmlajša in najlepša vila si je zato med plesom zlomila nogo. Jezne vile so tedaj iz gore priklicale studence in potoke, ki so pridrveli v dolino in zalili dolino. Samo hribček s skalo je kot otok ostal sredi jezera. Na njem so poslej vile lahko nemoteno plesale v svetlih mesečnih nočeh.
Čeprav so vile že davno odšle iz naših krajev, a ostalo nam je lepo vilinsko jezero z otočkom pod gorami.To je danes Blejsko jezero.
O nastanku Blejskega jezera govori še vrsto drugih pripovedk:

### Gorske vile
Tam kjer je danes Blejsko jezero se je v davnih časih razprostiral travnik na katerem so v nočeh plesale gorske vile. Nekega dne pa so v njihovo kraljestvo pastirčki prignali svoje ovce. Kljub prošnjam naj pasejo drugod, se pastirji za vile niso zmenili in so pasli ovce tam vse dokler niso te pomulile vso travo in rože. Svet je tam postal skalnat. Nožice gorskih vil so zakrvavele, najlepša izmed njih pa si je zlomila nogo. Žalostna je bridko zajokala, nato pa zaklicala naj se prebudijo potoki, hudourniki, reke, pridivjajo naj viharji, bliska naj se in grmi. Voda je tako zalila travnik. Sredi jezera je ostal le majhen otoček, ki tam stoji še danes.

### Videnje pobožnega pastirčka
Živel je pastirček po imenu Janek, ki je pasel ovce bogatim blejcem. Blejci do njega niso poznali usmiljenja, velikokrat je bil tepen, pa tudi zaspal je večkrat lačen. Nihče ni videl dobrih reči, ki jih je storil. Na paši pa je Janek večkrat prepeval, pa tudi molil je veliko. Hodil je k Marijini kapelici, nosil ji je rože in se ji zaupal. Nekega dne pa je na paši izgubil ovco. Na robu obupa in ves trd od strahu pred kaznijo se je obrnil na Marijo. Naenkrat pa se mu je prikazala, ga pobožala in mu v naročje dala ovco, ki jo je izgubil. Rekla mu je, naj blejce opozori na njihov napuh in grešno življenje. Ko je Janek Marijine besede posredoval blejcem mu niso vrjeli, celo norčevali so se iz njega in ga napodili od hiše. Marijo pa je njihova trdosrčnost tako razjezila, da je stopila na skalo in priklicala nevihto, kakor sodni dan strašno. Vas se je pogreznila. Ostal je le otoček na sredi, na katerega je zlezel pastirček in ostal živ.

### Kamnito srce nehvaležnega sina
Nekoč je živel oglar z ženo in sinom Balogom. Možak je bil veliko v gozdu. Pri svojih kopah. Delal je, da so preživeli. In nikoli ni utegnil misliti, da se mu lahko kaj zgodi. Pa vendar ga je v gozdu čakala nevarnost. Napadla ga je medvedka, ki jo je bilo strah da bi mož njenim madičem kaj storil. Tako da je oglarja žena dobila nezavestnega in razmesarjenega v gozdu. Sina je žena prosila sina naj poišče koren lečen, ki bi očetu utegnil pomagati. Ta ga ni našel in oče je umrl. Balog pa je odrasel v slabega človeka, družil se je z nepridipravi in kradel. Tudi krščanski veri je obrnil hrbet in mater večkrat zmerjal ko je molila. Nekega dne se je razjezil, prijel za lok in hotel ustreliti puščico v Križanega, ko se je prikazala Marija in ga opozorila pred nespametnim početjem. Ta je ni poslušal. Ustrelil je, a puščica se je obrnila proti njemu in Balog se je mrtev zgrudil na tla. Ko je žena to videla njeni žalosti ni bilo konca. Z njo je jokala in žalovala tudi Marija sama. Balogovo truplo se je spremenilo v sivo skalo v obliki srca, ki je bila trda in mrzla kot Balogovo srce. Solze, ki sta jih pretočili materi pa so poplavile dolino in nastalo je jezero. Kamen, ki pa je stal na obali, se je bleščal. Sklala je postajala vedno večja vedno bolj bela. In vedno bolj je bila podobna srcu. Bog je nato poslal angela iz nebes. Ta je dvignil to mogočno skalo in jo vrgel na sredino jezera. Tam stoji kot otoček na katerem je zrasla cerkev. Skala je trdna. Nikoli se ni odtajala. Tako kot se nikoli ne bi odtajalo Balogovo srce. Otoček ostaja kot opomin tistim, ki ne verujejo. Mogoče je le toplota človeških src, ki so leta in leta prihajala tja, to skalo malo omehčala. Toliko, da je zraslo rastlinje in zazvonil zvon v cerkvici ter da je otoček s svojo lepoto preglasil nastanek samega sebe.

### Ljudska pripovedka o nastanku Cerkniškega jezera
Nekoč je tu, kjer je danes jezero, ležala vas. Neko nedeljo v adventu, ko so se ljudje divje zabavali, se je na pragu plesne dvorane pojavil mož častitljive starosti z dolgo, snežno belo brado. Roke je vzdignil proti nebu in prigovarjal podivjanim ljudem, naj se spomnijo, da je sveti adventni čas in naj nehajo plesati, sicer se bo zgodila huda nesreča. Ljudje pa so se iz starca norčevali in se še naprej drli in poskakovali. 
Starec se je vrnil še drugič in tretjič, vendar njegovih svaril ni nihče poslušal. Tedaj se je odmašil sod, ki je stal v bližini in iz njega je pritekla voda, ki je poplavila celo vas. 
Nastalo je Cerkniško jezero, v katerem, pravijo, živi tudi zmaj in od koder v sušnem obdobju vedno znova izginja voda.

V Bibliji pa najdemo sorodne motive v zgodbah:

### Vesoljni potop
V tej zgodbi gre prav tako za božjo jezo in razočaranjem nad ljudmi, ki počnejo vedno več slabega. Tako Bog pokonča vse ljudi razen Noeta, ki mu je ostal zvest. Prav tako v zgodbi o vesoljnem potopu začne močno deževati in voda poplavi vasi in ljudi pod sabo. Prizanese le onemu, ki ima dobro srce. 

### Marija in Jožef v Betlehemu
Motiv iskanja prenočišča in neusmiljenosti prebivalcev. Zgodba govori o Jožefu in njegovi zaročenki Mariji, ki je bila noseča in njunemu iskanju prenočišča v mestu Betlehem. Pri tamkajšnjih prebivalcih prenočišča ne najdeta, zato zaideta ven iz mesta in se zatečeta v živalski hlev. Tam Marija tudi rodi božjega sina Jezusa.

## Izdaje
- Babica pripoveduje (1980). Ljubljana: Mladinska knjiga (5 ponatisov: 1982, 1984, 1992, 1996)
- Babica pripoveduje (1999). Ljubljana: Mladinska knjiga (3 ponatisi: 2001, 2005, 2006)